# مارثا دايموند
مارثا دايموند (بالإنجليزية: Martha Diamond)‏ هي فنانة ورسامة أمريكية، ولدت في 1944.